# Pic Barbeau
El Pic Barbeau (en anglès Barbeau Peak) és una muntanya que es troba a la regió de Qikiqtaaluk, Nunavut, Canadà. Situada a l'illa d'Ellesmere, dins el Parc Nacional de Quttinirpaaq, amb els seus 2.616 msnm és la muntanya més alta de Nunavut i de l'est d'Amèrica del Nord, excloent el Carib. La muntanya rebé el seu nom el 1969 en record del Dr. Marius Barbeau (1883-1969), un antropòleg canadenc que investigà les cultures índies i inuit, amb notable reconeixement internacional.

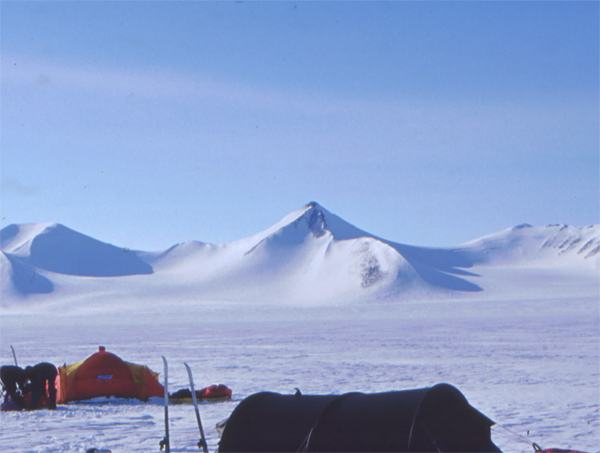
Pic Barbeau el 2002

És un cim que es caracteritza per tenir llargues i profundes esquerdes, crestes molt primes i un clima molt variable i inestable. És la muntanya més alta de la Serralada British Empire i la Serralada Àrtica.

## Ascensions
La primera ascensió fou el 5 de juny de 1967 pel britànic Geoffrey Hattersley-Smith com a part d'un equip de treball format per la Defence Research Board i la Royal Air Force. L'ascensió serví per determinar la seva alçada i veure que era el cim més alt de l'illa, per sobre del fins llavors considerat cim més alt, el Mount Whisler.
La segona asceinsió tingué lloc el juny de 1982 per un equip de vuit homes estatonunidencs a través de l'aresta nord. Posteriorment la muntanya fou escalada el 1992, 1998, 2000 i 2002 i 2010.